# (11827) Wasyuzan
(11827) Wasyuzan (1982 VD5) – planetoida z grupy pasa głównego asteroid okrążająca Słońce w ciągu 3,45 lat w średniej odległości 2,28 j.a. Odkryta 14 listopada 1982 roku.